# Franciszek Kalinowski
Franciszek Kalinowski (ur. 11 listopada 1892 w Szwarcenowie, zm. 10/11 listopada 1939 w Osieku) – żołnierz, ksiądz katolicki, harcmistrz.

## Życiorys
Uczęszczał do gimnazjum w Braniewie. W 1913 rozpoczął służbę w armii niemieckiej i brał udział w I wojnie światowej. Ochotniczo wstąpił do Wojska Polskiego i w 1920 uczestniczył w inkorporacji Pomorza. Po demobilizacji od 1921 do 1925 studiował w seminarium duchownym w Pelplinie. 28 czerwca 1925 otrzymał święcenia kapłańskie. Pracował jako wikary w Nowym Mieście Lubawskim, następnie jako kuratus w Krajowym Zakładzie Psychiatrycznym w Kocborowie (1927–1935).
Należał do krytyków sanacji. Był sympatykiem endecji – prowadził wykłady działaczom OWP. Utworzył w 1928 drużynę harcerską w Kocborowie, organizował obozy, wycieczki, wydawał gazetki harcerskie. Był pasjonatem fotografii i sportu.
Od 1935 był proboszczem w Osieku. W nocy z 10 na 11 listopada 1939 został aresztowany na swej plebanii w Osieku i natychmiast rozstrzelany przez Niemców w jej pobliżu.

## Ordery i odznaczenia
- Srebrny Krzyż Zasługi (22 grudnia 1927)[3]
- Państwowa Odznaka Sportowa[4]
- Krzyż Żelazny (Cesarstwo Niemieckie)[5]

## Upamiętnienie
W Starogardzie Gdańskim jest ulica poświęcona ks. Franciszkowi Kalinowskiemu.